# Melitaea dschungarica
Melitaea dschungarica är en fjärilsart som beskrevs av Charles Oberthür 1909. Melitaea dschungarica ingår i släktet Melitaea och familjen praktfjärilar. Inga underarter finns listade i Catalogue of Life.